# Itaperuçu
Itaperuçu là một đô thị thuộc bang Paraná, Brasil. Đô thị này có diện tích 312,382 km², dân số năm 2007 là 23132 người, mật độ 82,2 người/km².